# Pantaleón Astiazarán (político)
Pantaleón Astiazarán (Sarandí del Yí, 5 de septiembre de 1895-1985) fue un médico y político uruguayo perteneciente al Partido Nacional Independiente.

## Biografía
Egresado como médico de la Facultad de Medicina de la Universidad de la República en 1920.
Fue militante del Partido Nacional Independiente; por el mismo fue diputado en 4 ocasiones: 1930-1933, 1942-1946, 1946-1950 y 1950-1954. Fue preso político durante la dictadura de Gabriel Terra, por lo que permaneció recluido algunos meses en la Isla de Flores, la cual funcionó como cárcel durante ese período. 
En 1954, integró el movimiento Reconstrucción Blanca en el seno del Partido Nacional, y encabezó la lista de candidatos al Consejo Nacional de Gobierno.
En las elecciones de 1958, fue elegido diputado por Durazno.
En 1962 encabezó una lista minoritaria al Consejo Nacional de Gobierno, que cosechó una escasa votación.
Participó como firmante en la carta fundacional del Movimiento Nacional de Rocha.
La UTU y una calle de su ciudad natal llevan su nombre.